# Freedom House
A Freedom House ("Casa da Liberdade", em inglês) é uma organização sem fins lucrativos sediada em Washington, D.C., capital dos Estados Unidos, com cinco escritórios de trabalho em aproximadamente uma dúzia de países. Foi fundada em 1941.

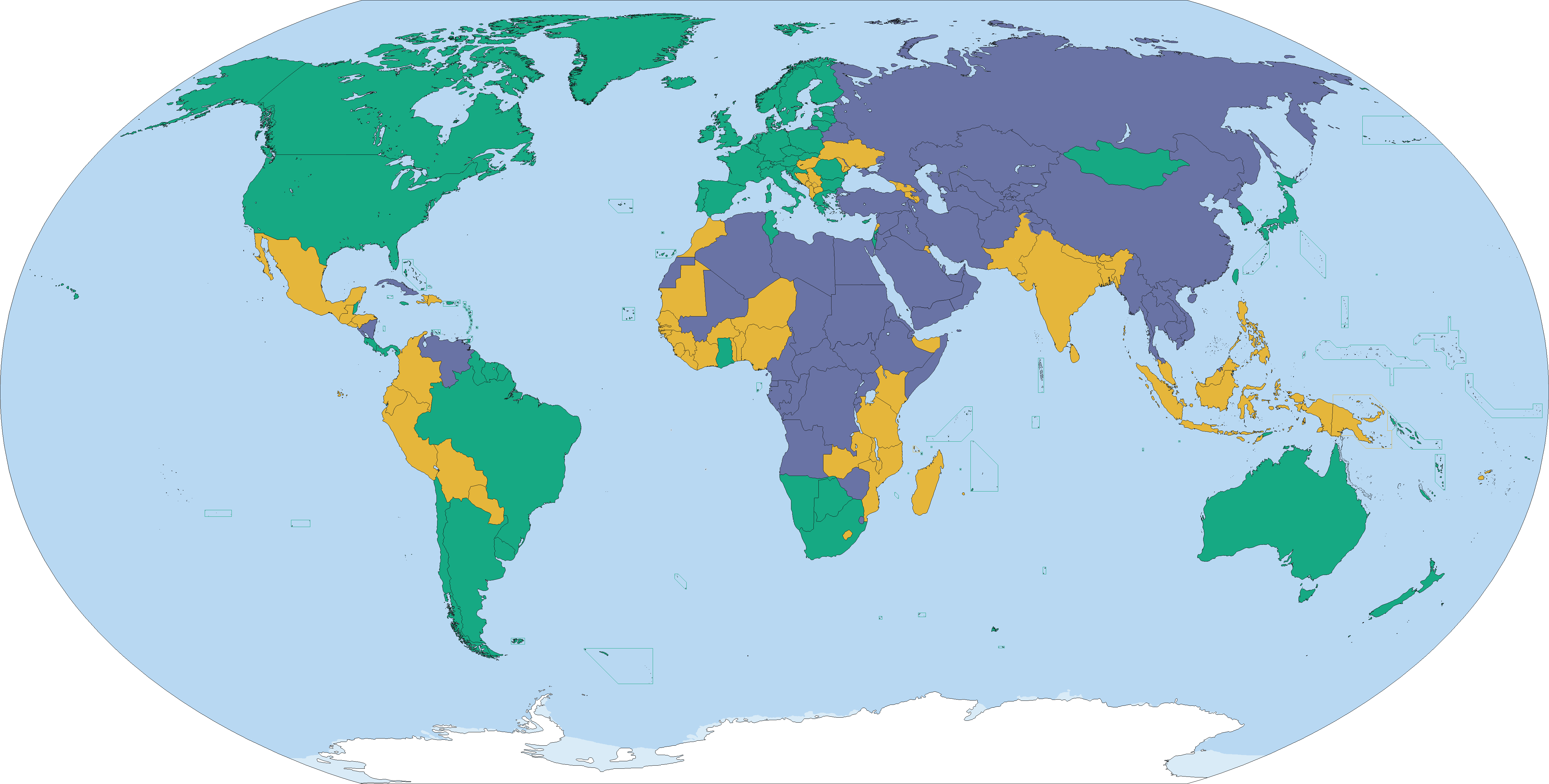
Classificação política dos países de acordo com a pesquisa da Freedom House em 2021:
Livre
Parcialmente Livre
Não Livre

O trabalho da Freedom House inclui uma série de pesquisas, defesas e publicações para promover os direitos humanos, a democracia, o estado de direito e os meios de comunicação independentes. Fundada há 60 anos por Eleanor Roosevelt, Wendell Willkie e outros estadunidenses preocupados com os inúmeros tratados de paz e democracia.
A entidade é membro fundadora do Intercâmbio Internacional de Liberdade de Expressão, uma rede global de mais de 70 organizações não governamentais que monitora violações à liberdade de imprensa e de expressão no mundo e faz campanha para defender jornalistas, escritores, usuários de Internet e outras vítimas de perseguição por exercerem direito a expressão.